# Ernest Goes to Camp
Ernest Goes to Camp is een Amerikaanse filmkomedie uit 1987, geregisseerd door John R. Cherry III. Het is de tweede film met het personage Ernest P. Worrell en de eerste in de Ernest-franchise.

## Verhaal
Ernest P. Worrell werkt als klusjesman op Kamp Kikakee, een bivakplaats eigendom van prairie-indianen met als stamhoofd Chief St. Cloud. Ernest - die de handgebarentaal kent van de indianen - hoopt om kampbegeleider te worden.
Op een dag wordt Ross Stennis leider van vier jeugddeliquenten. Stennis is niet blij met deze opdracht en mishandelt en vernedert de vier. Wanneer door toedoen van Stennis Moose dreigt de verdrinken in het meer, wordt hij gered door Ernest. De vier nemen wraak door de badstoel van Stennis te saboteren waardoor laatstgenoemde zijn been breek. Omdat er te weinig personeel is, wordt Ernest door hoofdbegeleider Tipton de nieuwe begeleider van de vier.
De vier bezorgen Ernest problemen want ze zijn onder andere in vete met medekampeerder Pennington en zijn vrienden. Dat mondt uit in een brand en Tipton wil de vier terugsturen, maar Ernest kan hem op andere gedachten brengen. Het respect naar Ernest wordt beter nadat hij voor de vier het krijgersritueel van de indianen vertaald wat wordt verteld door Chief's kleindochter: de ingewijde moet stil blijven staan terwijl er een mes, een stenen bijl en een pijl naar hem worden gegooid of geschoten. De moed van de jonge krijger verandert blijkbaar de loop van elk wapen om te voorkomen dat het hem raakt.
Mijnbouwer Sherman Krader achterhaalt dat Chief geen Engels kan. Daardoor misleidt hij Ernest door te zeggen dat Chief een petitie moet ondertekenen tegen vervuiling van het land. Ernest overtuigt Chief om de handtekening te zetten, maar in werkelijkheid tekent hij een akte waardoor hij de grond gratis schenkt aan het bedrijf van Krader.
Ernest gaat samen met de vier delinquenten naar de bouwplaats, maar wordt er bewusteloos geslagen door voorman Bronk. De vier delinquenten geven Ernest op, maar bedenken zich nadat ze beseffen dat Ernest de enige is die het voor hen opneemt. Heel wat kampeerders staken hun onderlinge rivaliteit en improviseren explosieve wapens en bestormen de bouwplaats. Als tegenreactie vernielt Bronk heel wat kampeergebouwen met een bulldozer.
Later keert Krader terug met een advocaat en richt zijn jachtgeweer op Ernest. Ernest gebruikt het oude krijgersritueel om de drie schoten van het jachtgeweer te missen. Krader wordt gearresteerd omwille van fraude waardoor kamp Kikakee niet wordt opgedoekt. Ernest behoudt zijn job als begeleider.

## Rolverdeling
| Acteur               | Personage             |
| -------------------- | --------------------- |
| Jim Varney           | Ernest P. Worrell     |
| Victoria Racimo      | Verpleegster          |
| John Vernon          | Sherman Krader        |
| Iron Eyes Cody       | Chief St Cloud        |
| Lyle Alzado          | Bronk Stinson         |
| Gailard Sartain      | Jake                  |
| Daniel Butler        | Eddy                  |
| Patrick Day          | Bobby Wayne           |
| Scott Menville       | Crutchfield           |
| Jacob Vargas         | Bubba Vargas          |
| Danny Capri          | Danny                 |
| Hakim Abdulsamad     | Moustafa-Hakeem Jones |
| Todd Loyd            | Chip Ozgood           |
| Richard Speight, Jr. | Brooks                |
| Andrew Woodworth     | Pennington            |

## Nominatie
| Wedstrijd                    | Categorie      | Ontvanger(s) | Resultaat   | Ref.  |
| ---------------------------- | -------------- | ------------ | ----------- | ----- |
| Golden Raspberry Awards 1987 | Worst New Star | Jim Varney   | Genomineerd | [ 1 ] |